# Felip Cirera
Felip Cirera, àlies Felip Palàcios o Fèlix de Palàcio, va ser un famós cuiner del palau episcopal de Vic al segle xix i que va escriure un breu tractat gastronòmic en català titulat Avisos o sian reglas senzillas a un principiant cuyner o cuynera adaptadas a la capacitat dels menos instruhits. Va ser contemporani de Jacint Verdaguer i potser es van conèixer.